# George Clement Perkins
George Clement Perkins (sinh ngày 23/8/1839, mất ngày 26/2/1923) là một chính khách người Mỹ thuộc Đảng Cộng hòa. Ông là Thống đốc thứ 14 của California từ ngày 8/1/1880 đến ngày 10/1/1883. Đồng thời ông còn từng là một nghị sĩ của Thượng viện Hoa Kỳ từ ngày 26/7/1893 đến ngày 3/3/1915. Ông là người có thời gian trở thành một thượng nghị sĩ dài thứ ba trong lịch sử California (22 năm), sau Hiram Johnson và Alan Cranston.
Ông đã từng bị chỉ trich bởi một vài người vì hỗ trợ quá nhiều cho các chủ doanh nghiệp trong thời gian làm việc tại Thượng viện Hoa Kỳ. Trong thời gian Perkins làm thống đốc, cựu tướng lĩnh trong Nội chiến Hoa Kỳ, John Mansfield, từng là phó thống đốc của ông.
Perkins sinh ra tại Kennebunkport, Maine. Sau khi mất, ông được chôn cất tại Mountain View Cemtery ở Oakland, California. Ông đã từng kết hôn với Ruth Pakker.

## Hình ảnh
- George Clement Perkins